# Calameae
Calameae, tribus palmi (Arecaceae), dio potporodice Calamoideae.

## Podtribusi
1. Calaminae Meisn.
2. Korthalsiinae Becc.
3. Metroxylinae Blume
4. Pigafettinae J. Dransf. & N.W. Uhl
5. Plectocomiinae J. Dransf. & N.W. Uhl
6. Salaccinae Becc.